# Рухи за приєднання Канади до США

Американські штати та канадські провінції та території

Рухи за приєднання Канади до США — рухи, що існували у різні періоди історії у Канаді та Сполучених Штатах Америки, і виступали за анексію частини або всієї території Канади до складу США.
У ранні роки існування Сполучених Штатів чимало американських політичних діячів підтримували ідею вторгнення та анексії територій, які сьогодні є частиною Канади. У Статтях Конфедерації, прийнятих у 1777 році, навіть передбачалося попереднє схвалення вступу провінції Квебек до складу США. Під час Війни за незалежність американці здійснили вторгнення в долину річки Святого Лаврентія, однак були відбиті. Також американці вели бойові дії проти британців і союзних корінних народів у районі Огайо — тодішній південно-західній частині Квебеку; після завершення війни землі на південь від Великих озер передані новоствореним Сполученим Штатам і стали Північно-Західною територією. Під час війни 1812 року американці знову вдерлися до Британської Північної Америки у відповідь на примусовий набір американських моряків до британського флоту та підтримку британцями корінних народів, які чинили опір американській експансії на захід, але знову зазнали поразки.

Під час та після Громадянської війни в США кілька американських політиків закликали до анексії провінції Канада через матеріальну підтримку Конфедерації з боку Великої Британії, яка, на думку одного історика, подовжила війну на два роки. Основною причиною стали конфедеративні прориви блокади, які здійснювались за допомогою переважно британських кораблів, що постачали зброю з Великої Британії. Агентам Конфедерації, які діяли з території Канади, надавала підтримку значна частина канадського населення, що дозволяло використовувати британську колонію як базу для нападів на США, наприклад, у ході рейду на Сент-Олбанс. За результатами претензій, висунутих у справі «Алабама» 1872 року, США отримали відшкодування в розмірі 15,5 мільйонів доларів за шкоду, завдану лише британськими конфедеративними рейдерами на торгові судна — згідно з умовами Вашингтонського договору 1871 року. Історик Джозеф Левітт зазначає:
Від часу Вашингтонського договору 1871 року, коли США де-факто визнали новостворений Домініон Канада, Сполучені Штати більше не ініціювали й не підтримували жодних анексіоністських рухів у Канаді. Жодна серйозна політична сила в США не намагалася переконати чи змусити канадців приєднатися до Сполучених Штатів. І з боку Канади також не надходило жодних серйозних ініціатив у цьому напрямку.
Опитування свідчать, що лише меншість канадців потенційно підтримали б анексію: від 20 % згідно з опитуванням Léger Marketing у 2001 році до лише 7 % в іншому опитуванні тієї ж компанії у 2004 році.
Після приходу до влади у 2016 році, поразки на виборах 2020 року та перемоги на виборах 2024 року, президент США Дональд Трамп відновив заклики до анексії Канади як 51-го штату США. Канадці рішуче відреагували на ці заяви: прем'єр-міністр Джастін Трюдо написав у Твіттер: «Навіть у пеклі сніжка має більше шансів вижити, ніж Канаді стати частиною Сполучених Штатів».

## Історичні анексіоністські рухи

### 1837
Історичні анексіоністські рухи в Канаді зазвичай виникали через невдоволення колоніальним урядом Великої Британії. Групи ірландських іммігрантів обрали шлях збройної боротьби, намагаючись силоміць приєднати півострів між річками Детройт і Ніагара до США під час незначної й нетривалої Патріотичної війни 1837–1838 років. Водночас не всі повстанці прагнули об'єднання зі Сполученими Штатами. Попри певні заворушення, рівень невдоволення британським правлінням у Канаді ніколи не досяг тієї межі, яка спричинила Американську революцію 1775 року. Варто зазначити, що приріст населення Канади в кінці XVIII — на початку XIX століть значною мірою забезпечувався коштом лоялістів Британської імперії, які залишили американські колонії під час Революції через свою вірність Великій Британії. У період з 1790 до 1837 року імперські чиновники неодноразово засуджували американський республіканізм і намагалися придушити його вплив.
У 1848—1854 роках значна та добре організована меншість консерваторів у Верхній Канаді виступала за конституційні зміни, змодельовані за зразком американської федеративної системи та Конституції США. Вони критикували спробу Канади наслідувати британську парламентську систему як надто демократичну і водночас деспотичну. На їхню думку, вона знищувала незалежність призначеного губернатора і Законодавчої ради, а також зосереджувала владу в руках Кабінету міністрів. Так звані «республіканські консерватори» вели дебати щодо низки конституційних змін — анексії до США, виборности губернатора та Законодавчої ради, створення федерації британської Північної Америки та імперської федерації. Ці консерватори прийняли ідею «врядування через дискусію» як основу політичного порядку.

### 1850-ті
Близько 1850 року на прикордонних територіях Квебеку, зокрема в Східних поселеннях, виник серйозний анексіоністський рух. Тамтешня більшість населення мала американське походження й вважала, що об'єднання зі Сполученими Штатами покладе край економічній ізоляції та стагнації регіону, а також позбавить його зростаючої загрози політичного домінування франкоканадців. Діячі цього двопартійного руху, втім, намагалися не демонструвати нелояльність до Британії та активно стримували масові протести на місцевому рівні. Місцева еліта, остерігаючись американської демократії, також відчувала огиду до рабства в США та їхньої мілітаристської експансії. В результаті рух у Східних поселеннях згас так само швидко, як і в Монреалі, особливо після того, як Велика Британія офіційно висловила несхвалення і торгівля зі США почала зростати.
У Монреалі в середині століття, на тлі зменшення імміграції та невдоволення скасуванням хлібних законів, що відірвало регіон від британських торгівельних зв'язків, виникла невелика, але організована група, яка виступала за інтеграцію колоній до складу США. Провідною організацією, що відстоювала об'єднання, стала Асоціація анексії, створена 1849 року внаслідок альянсу франко-канадських націоналістів і англомовних бізнесменів у Монреалі, які мали спільний інтерес до республіканського устрою.

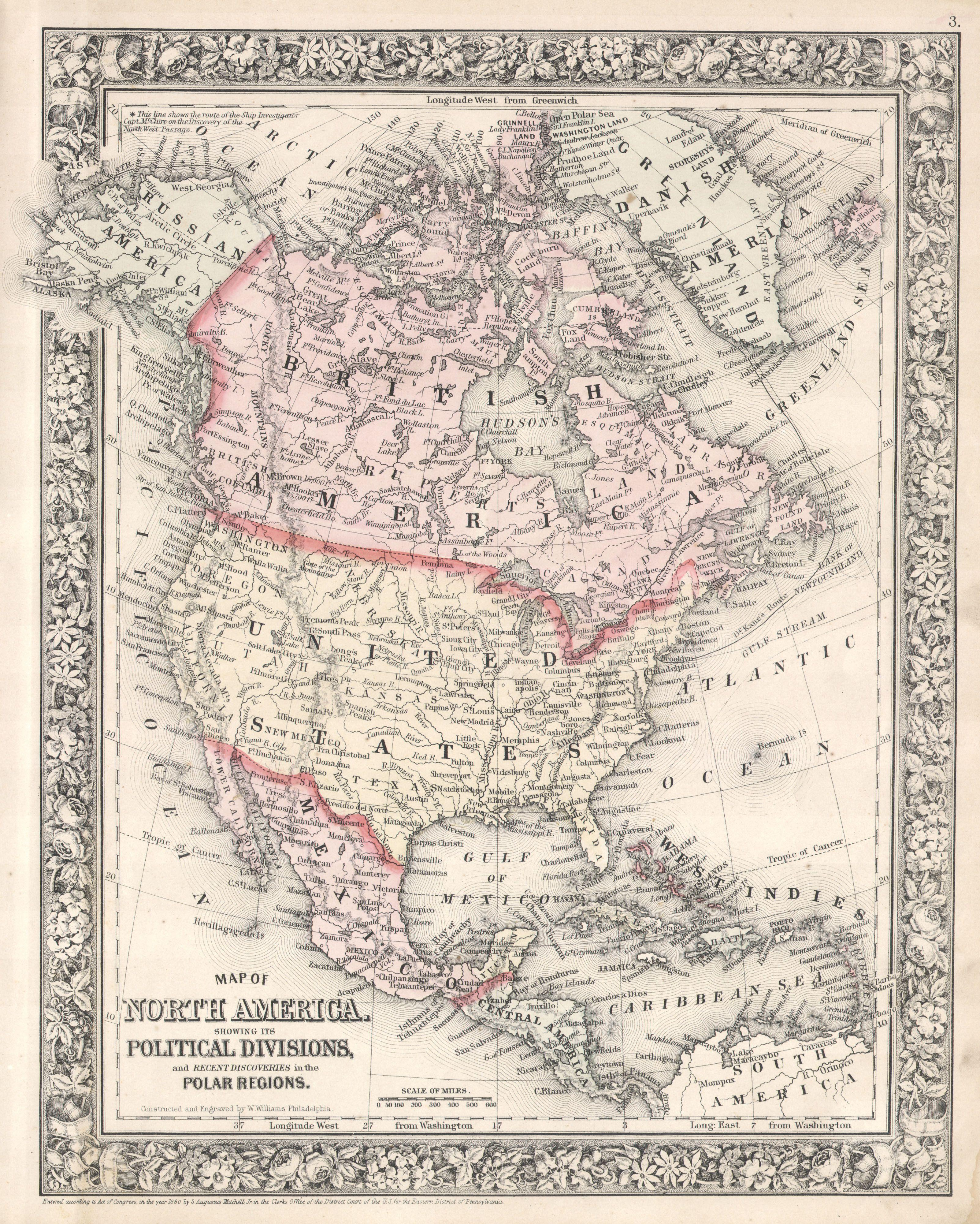
Карта Північної Америки 1864 року

Маніфест анексії Монреаля опублікований у 1849 році. Прихильники анексії сподівалися, що об'єднання з США надасть Канаді ринки збуту, гарантує національну безпеку та забезпечить фінансування для розвитку Західних територій. Проте сам рух за анексію припинився того ж року. Ідея приєднання ніколи не була надто популярною. Багато канадців залишалися вірними Британській короні, особливо нащадки лоялістів. Франкоканадці остерігалися ще більшого занурення в статус меншини в межах великої держави, а також мали занепокоєння щодо антикатолицизму в США.

### 1860-ті

#### Британська Колумбія

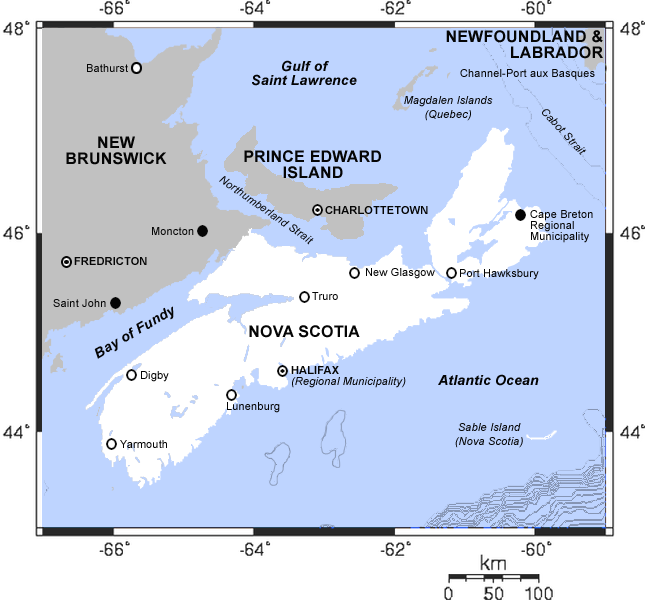
Карта Нової Шотландії

Державний секретар США Вільям Генрі Сьюард у 1860 році передбачив, що західна частина Британської Північної Америки — від Манітоби до Британської Колумбії — разом із російською Аляскою приєднається до Сполучених Штатів. У Великій Британії багато хто, зокрема Ґолдін Сміт і The Times of London, скептично дивилися на майбутнє британських північноамериканських колоній і погоджувалися з прогнозами Сьюарда; The Times писала, що Велика Британія виступить проти тільки в тому разі, якщо США спробують завоювати територію силою.
Наприкінці 1860-х років мешканці Британської Колумбії — яка на той момент ще не входила до складу Канади — з острахом сприйняли новину про купівлю Аляски Сполученими Штатами, побоюючись бути оточеними американськими територіями. Деякі жителі прагнули, щоб колонія стала наступною покупкою США. Громадська думка була розділеною: три газети на острові Ванкувер підтримували анексію до США, тоді як три материкові газети виступали проти. Навіть противники анексії визнавали, що Велика Британія занедбала регіон, і що підстави для скарг були обґрунтованими. Проте вже за кілька місяців настрої щодо анексії згасли, а провідні лідери почали схилятися до приєднання до Канадської конфедерації.
У 1867 році поширювалася петиція до королеви Вікторії з вимогою, щоб британський уряд взяв на себе борги колонії та налагодив пароплавне сполучення — або дозволив колонії приєднатися до США. У 1869 році з'явилася друга петиція — цього разу до президента Улісса С. Гранта з проханням про переговори щодо анексії території.

#### Нова Шотландія
Більшість канадців рішуче виступала проти можливости анексії до США. Повідомлення про «Білль про анексію» 1866 року — законопроєкт, який, всупереч поширеному міту, так і не винесений на голосування — можливо, стало одним із чинників, що підштовхнули до утворення Канадської конфедерації у 1867 році. Більш серйозною загрозою стали напади феніанів — ірландських американців — на прикордонні території в 1866 році, що викликало хвилю патріотизму і зміцнило підтримку конфедерації.
Втім, у 1860-х роках у Новій Шотландії існував вагомий анексіоністський рух, а меншою мірою — і в Нью-Брансвіку, Квебеку та Онтаріо. Противники конфедерації в Новій Шотландії, очолювані Джозефом Говом, вважали, що прем'єр Чарлз Топер спричинив приєднання провінції до Канади без належної підтримки громадськости. Гов поїхав до Лондона, де марно намагався переконати уряд скасувати дію майбутнього Акта про Британську Північну Америку, погрожуючи в разі відмови звернутися до США. Ситуація ускладнилася після завершення дії Договору про взаємність 1854 року наприкінці 1866-го, що завдало серйозного удару по економіці — колонія значною мірою залежала від продажу риби до США. Багато хто вважав, що саме вільна торгівля з Америкою є запорукою процвітання. У провінційних виборах 1867 року противники конфедерації здобули майже всі місця — як і в Британській Колумбії, вони не обов'язково виступали за анексію. Вони знову відправили Гов до Лондона з місією звільнити Нову Шотландію, проте 1868 року Британія знову відмовила, побоюючись, що за виходом Нової Шотландії з домініону піде й Нью-Брансвік, що призведе до краху новоствореної держави.
Розгнівані жителі Нової Шотландії почали серйозно обговорювати можливість анексії. Стурбований Гов — який прагнув, щоб провінція залишила Канаду, але зберегла зв'язок із Британією — попередив своїх прихильників про небезпеку нелояльности, що розкололо опозицію. Провінційний уряд, у якому домінували радикали, що тепер також виступали проти Гова, вирішив, що у разі нової відмови Лондона він захопить федеральні установи й односторонньо оголосить про анексію, сподіваючись, що Британія не застосує силу. Гов, не маючи іншого вибору, залишив лави противників конфедерації. Хоча в березні 1869 року він із незначною перевагою знову обраний до федерального парламенту вже як прихильник конфедерації, того ж року підтримка сепаратизму та анексії зросла. Проте вже до 1871 року рух майже зник: федеральний уряд пообіцяв зміни в податковій політиці, економіка почала відновлюватися, а США погодилися на вільну торгівлю канадською рибою.

### 1880-ті
Гомеопат, уродженець Квебеку Проспер Бендер, у 1880-х і 1890-х роках висловлював розчарування канадським політичним проєктом. Автор і колишній ведучий літературного салону у Квебеку, він раптово переїхав до Бостона в 1882 році. Спершу вітаючи ідею Конфедерації, згодом Бендер став затятим прихильником анексії США і своєрідним посередником між культурами — він допомагав американським читачам краще зрозуміти франко-канадську культуру.
У 1883 році в журналі North American Review Бендер писав, що багато канадців вважають анексію до США неминучою — «ще за життя нинішнього покоління, якщо не раніше». На його думку, ірландські католики — близько чверті населення Канади — надавали перевагу анексії через британське правління в Ірландії. До них приєднувалася більшість молоді віком до 40 років, яка сприймала США як багатого сусіда з багатьма можливостями. (Автор вважав, що відсутність активного анексіоністського руху частково пояснюється тим, що багато хто реалізовував цю ідею просто емігруючи до США — як це вже зробили понад мільйон канадців).
Бендер вважав, що обіцянка прем'єр-міністра Джона А. Макдональда побудувати трансконтинентальну залізницю від східної Канади до Британської Колумбії є надто амбітною та занадто дорогою. Він несприятливо порівнював чимраз більший канадський державний борг зі швидким скороченням американського боргу після Громадянської війни. Бендер зазначав, що канадський бізнес отримає вигоду від безмитного доступу до американського ринку, а «разюче американське підприємництво, підтримане безмежним капіталом», швидко принесе процвітання Канаді — особливо її неосвоєним територіям. Він завершив свій аналіз песимістичним висновком про шанси на успіх держави, розділеної на дві частини 1200 милями «похмурої, мовчазної глушини, що простягається від верхів'я Оттави до Тандер-Бей, а звідти — до Манітоби».

### 1890-ті
У 1891 році Ґолдін Сміт у своїй книзі «Канада та канадське питання» висловив думку, що анексія Канади Сполученими Штатами є неминучою і має бути сприйнята позитивно, якщо канадці справді вірять в ідеал демократії. Проте його погляд не отримав широкої підтримки.

### 1900-ті
У 1901 році лондонський редактор Вільям Томас Стід у своїй праці «Американізація світу» обговорював можливу анексію Канади та Ньюфаундленду. Він вважав, що через свої розміри та силу Канада, ймовірно, стане останнім володінням Британії в Америці, яке приєднається до США. Стеад навів кілька причин, чому анексія видається йому «неминучою», серед них — стрімке зростання економічних зв'язків і міграції між країнами, суперечки навколо Французького узбережжя, кордону з Аляскою та рибальських прав в Атлантиці.
Після відкриття золота в Юконі багато канадців пропонували анексувати частини Аляски, які перебували під контролем США, закликаючи до перегляду оригінальної карти кордону між Російською імперією та Сполученими Штатами[джерело?]. США запропонували оренду території, але відмовилися її повернути. Лондон і Вашингтон домовилися про арбітраж, до якого увійшов один представник Канади. У 1903 році головний суддя Британії став на бік американців, вирішивши суперечку на їхню користь. Багато канадців відчули зраду з боку британського уряду, чий національний інтерес вимагав тісних зв'язків зі США, незалежно від інтересів Канади.

### Ньюфаундленд у середині 1940-х
У той час, коли домініон Ньюфаундленд ще не входив до складу Канади, до 1949 року, існувала партія під назвою Партія економічного союзу, яка виступала за тісніші зв'язки зі Сполученими Штатами. Проте Канада виступала проти такої можливости, а британський уряд, який фактично керував Ньюфаундлендом через призначену Комісію з управління, не дозволив розглядати питання анексії США на референдумі. Натомість партія прагнула відновлення «відповідального уряду», після чого хотіла дослідити можливість американської анексії.

### Кінець XX століття
Партія уніоністів була провінційною політичною партією у Саскачевані в 1980 році, яка виступала за об'єднання західних провінцій з США. Це була найуспішніша анексіоністська група з політичного погляду, але її успіх був короткочасним і обмеженим. Партія мала двох членів у Законодавчій асамблеї Саскачевану, які перейшли з інших партій, але розпалася через кілька тижнів, не здобувши офіційного статусу партії.
Початкова Парті 51 була короткочасною політичною партією у Квебеку в 1980-х роках, яка виступала за приєднання Квебеку до США як 51-го штату. Партія набрала лише 3846 голосів, або 0,11 % голосів у провінції на виборах 1989 року — менше, ніж марксисти-леніністи чи сатирична Лимонна партія — і розпущена наступного року.

### XXI століття
У 2016 році Ганс Мерсьє, проамериканський юрист із Сент-Жоржа, Квебек, відновив Парті 51 вдруге. Мерсьє сказав La Presse, що часи змінилися з моменту попереднього існування партії, адже популярність суверенітету у Квебеку зменшилася. Він стверджував, що американці були б раді бачити новий штат Квебек, і навів як приклад опитування часів адміністрації Джорджа Буша-молодшого, яке показувало, що майже 34 % квебекців підтримують приєднання до США. Відновлена партія висунула п'ятьох кандидатів і отримала лише 1117 голосів на виборах у Квебеку у 2018 році — 0,03 % провінційного голосування. На виборах 2022 року партія знову балотувалася й отримала лише 689 голосів — 0,02 %.
Одне опитування 2020-х років, на яке посилається Toronto Star, показало, що близько 50 % американців виступають проти приєднання Канади, 25 % підтримують, а ще 25 % — не визначилися.

## Пропозиції щодо анексії Канади від президента Дональда Трампа
Починаючи з грудня 2024 року, тодішній обраний президент Дональд Трамп і його прихильники почали висловлювати підтримку анексії Канади до Сполучених Штатів Америки як 51-го штату. Це відбулося після кількох місяців погроз тарифами на канадські товари та поновлених вимог Трампа до Канади збільшити витрати на оборону та приділити більше уваги охороні кордону. Політичні лідери та громадська думка в Канаді переважно виступили проти цієї ідеї. Після своєї інавгурації Трамп продовжив висувати пропозиції щодо анексії Канади.

### Пропозиції до інавгурації
У грудні 2024 року, під час напруженої зустрічі в Мар-а-Лаго щодо торгового дефіциту та безпеки кордонів, Трамп запропонував Канаді розглянути можливість стати 51-м штатом США, якщо прем'єр-міністр Трюдо вважатиме, що заплановані тарифи зашкодять економіці Канади. Він назвав Трюдо «губернатором Джастіном Трюдо Великого Штату Канада» і сказав, що з нетерпінням чекає нової зустрічі для обговорення тарифів і торгівлі. Міністр Домінік Леблан, який був присутній на зустрічі, описав коментарі Трампа як жарт.
18 грудня 2024 року Трамп опублікував у Truth Social допис, в якому закликав Канаду стати 51-м штатом. Він стверджував, що багато канадців підтримують цю ідею через можливу податкову економію, економічне зростання та посилену безпеку. Трамп також запропонував, щоб канадський хокеїст Вейн Грецкі балотувався на пост прем'єр-міністра або губернатора Канади, і заявив, що той легко переможе. Після відставки Джастіна Трюдо Трамп знову закликав до приєднання Канади до США і заявив, що інтерес канадців до цієї ідеї сприяв рішенню Трюдо піти у відставку.
7 січня 2025 року на пресконференції в Мар-а-Лаго Трамп виключив можливість використання військової сили для анексії Канади, натомість виступаючи за застосування «економічної сили» для тиску на Канаду з метою приєднання. Потім він опублікував у Truth Social зображення з прапором США, накладеним на території США та Канади, з підписом, що посилався на національний гімн Канади. Того ж дня коментатор Fox News Джессі Воттерс заявив у ефірі, що бажає військового вторгнення до Канади, сказавши, що це «втамувало б [його] імперіалістичну спрагу». Він також заявив, що канадці мають вважати це честю — бути підкореними Сполученими Штатами.
Коментарі Трампа були широко засуджені канадськими політиками. Прем'єр-міністр Джастін Трюдо заявив, що «навіть у пеклі сніжка має більше шансів вижити, ніж Канаді стати частиною Сполучених Штатів». Лідер Консервативної партії П'єр Полієв підтвердив: «Канада ніколи не буде 51-м штатом. Крапка. Ми — велика і незалежна країна». Лідер Нової демократичної партії Джагміт Сінгх назвав Трампа «хуліганом» і висміяв його пропозицію як абсурдну, сказавши: «Годі вже, Дональде. Жоден канадець не хоче приєднуватися до тебе.» Із заявами проти коментарів Трампа виступили також інші федеральні та провінційні політики. Після висловлювань у Мар-а-Лаго канадські урядовці, за повідомленнями, більше не сприймали слова Трампа як жарт, а почали ставитися до його «погроз» серйозно. 8 січня Домінік Леблан заявив: «Жарти скінчилися».

### Пропозиції після інавгурації
Під час своєї інавгураційної промови 20 січня 2025 року Трамп заявив, що під час його другого президентства Сполучені Штати розширять свою територію, що відповідало його попереднім заявам про анексію територій інших держав, зокрема Канади.

### Тарифи
Ще до вступу на посаду вдруге, Дональд Трамп висловлював намір запровадити високі тарифи на імпорт з Канади, а 7 січня заявив, що прагне застосувати «економічну силу», щоб змусити Канаду приєднатися до Сполучених Штатів.
Виступаючи на Всесвітньому економічному форумі 23 січня, Трамп зневажливо висловився про важливість Канади як торгового партнера, стверджуючи, що Сполучені Штати не залежать від канадської нафти, газу, автомобілів чи деревини. Він знову пригрозив загальними тарифами і сказав, що Канада може їх уникнути, якщо стане штатом США. За повідомленнями преси, заява Трампа про те, що Канада може стати 51-м штатом, щоб уникнути тарифів, викликала шоковане мовчання в залі.
1 лютого 2025 року Трамп оголосив про введення 25 % тарифів на всі канадські товари з 4 лютого 2025 року. Це рішення викликало обурення серед канадських чиновників. Наступного дня, 2 лютого, Трамп знову підтвердив своє прагнення до анексії Канади, заявивши, що Канада повинна стати «улюбленим 51-м штатом», пообіцявши відсутність тарифів і гарантії військової безпеки в разі приєднання. 3 лютого, відклавши введення тарифів, Трамп визнав, що ця ідея — малоймовірна, додавши, що «деякі люди не мають порогу болю».
4 березня, після закінчення місячного відтермінування, Трамп таки запровадив всеосяжні 25-відсоткові тарифи на імпорт з Канади. У відповідь прем'єр-міністр Трюдо оголосив про дзеркальні тарифи та заявив, що вважає справжньою метою Трампа спробу зруйнувати економіку Канади, щоб змусити її приєднатися до США, проте впевнений, що ця спроба зазнає невдачі.

#### Інше
24 січня під час пресконференції в Північній Кароліні Трамп знову підтвердив свою позицію щодо необхідности приєднання Канади до США, стверджуючи, що в умовах американського управління канадцям буде запропоновано нижчі податки та кращу систему охорони здоров'я.

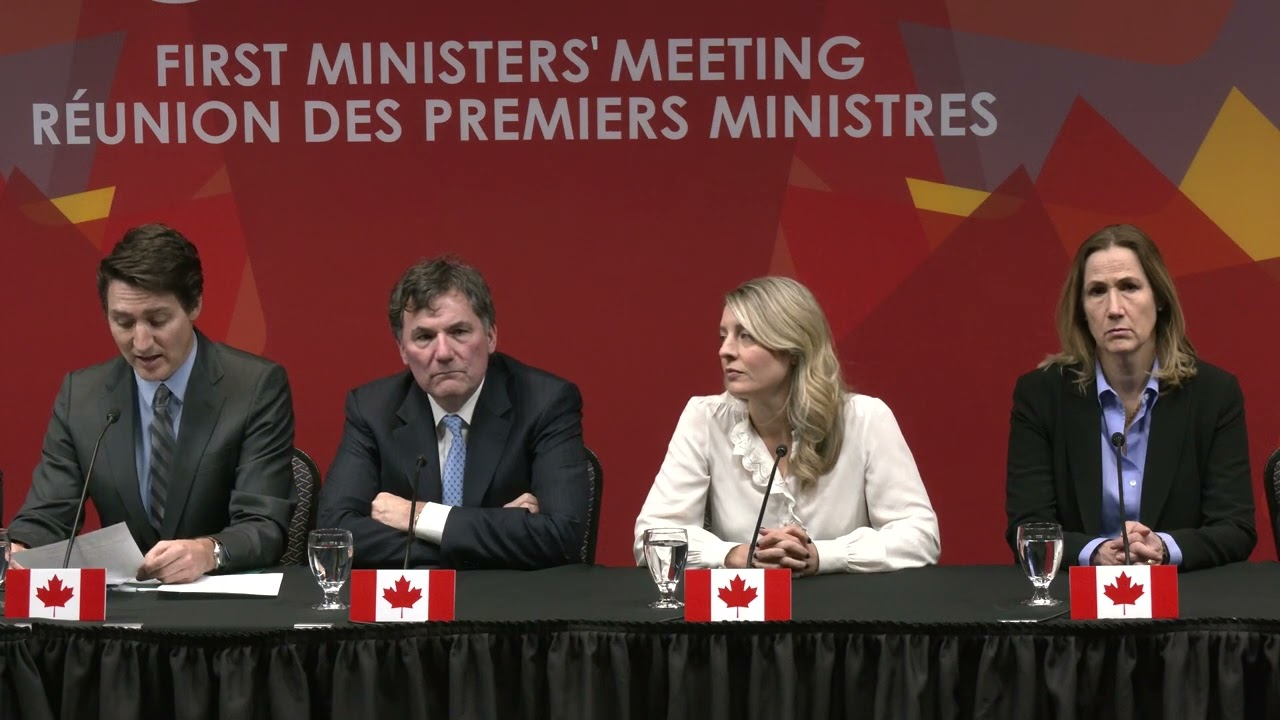
Прем'єр-міністр Джастін Трюдо виступає для ЗМІ після зустрічі перших міністрів Канади та США

### Реакція Канади на пропозиції Трампа
Пропозиції Трампа отримали переважно негативну реакцію в Канаді — усі основні політичні партії та лідери засудили їх, що також спричинило зростання напруги у відносинах між Канадою та США. Опитування громадської думки показали низький рівень підтримки приєднання Канади як 51-го штату.

#### Позиція канадських посадовців
Канадські посадовці як на федеральному, так і на провінційному рівнях рішуче засудили пропозиції Трампа. З часом їхнє ставлення до коментарів американського президента змінилося — від сприйняття як сатири до розгляду як справжньої загрози. Прем'єр-міністр Джастін Трюдо публічно заявив, що виступає проти приєднання Канади до США, повторивши: «Жодного шансу, навіть у пеклі». Лідер Консервативної партії П'єр Полієвр заявив, що Канада ніколи не стане 51-м штатом. 7 лютого 2025 року Трюдо був підслуханий на закритій зустрічі, де визнав, що така можливість «реальна». За словами джерела, під час тієї ж зустрічі Трюдо заявив, що дії Трампа обумовлені інтересом до доступу до канадських критично важливих мінеральних ресурсів.
Лідер Нової демократичної партії Джагміт Сінгх заявив, що загроза реальна, і закликав до рішучих дій у відповідь: «Я хочу негайного введення дзеркальних тарифів у розмірі долар за долар, 100-відсоткового тарифу на Tesla Ілона Маска та змін у державних закупівлях — щоб Канада купувала канадську сталь і алюміній для будівництва та промисловости — захищаючи хороші канадські робочі місця… Ми не дозволимо Трампу чи будь-кому іншому загрожувати нашим цінностям, економіці чи суверенітету». Елізабет Мей, лідерка Партії зелених, рішуче виступила проти пропозицій Трампа, заявивши, що його коментарі «ніколи не були смішними». Вона підкреслила відмінності між Канадою та США, зазначивши, що Канада — конституційна монархія з королем як главою держави, на відміну від республіканської системи США з президентом. Вона також жартома запропонувала трьом американським штатам приєднатися до Канади.
Глава держави Канади, король Чарльз III, та його представниця — генерал-губернаторка Канади Мері Саймон — не коментували пропозицій Трампа, оскільки обіймають позапартійні посади. Представник Букінгемського палацу заявив, що загрози анексії з боку Трампа — «не те що ми будемо коментувати». Водночас експерти зазначають, що у разі загострення ситуації канадський уряд може звернутися до короля із проханням втрутитися в обмеженому обсязі — наприклад, здійснити офіційний візит до Канади.

### Антиамериканські настрої
Погрози Трампа щодо анексії та тарифів призвели до помітного зростання канадського націоналізму та патріотизму з січня 2025 року, зокрема бойкоту товарів американського виробництва, та вигуків і освистування гімну Сполучених Штатів Америки перед спортивними матчами за участі американських команд, тоді як гімн Канади викликав схвальні вигуки та аплодисменти. Брендингова компанія з Оттави почала продавати кепки зі слоганом «Canada is not for sale» («Канада не продається»), сатирично наслідуючи червоні кепки "Make America Great Again", які носять Трамп і його прихильники. Ці кепки здобули широку увагу у ЗМІ та серед політиків. Прем'єр Онтаріо Даг Форд часто носив їх публічно, включно з офіційними зустрічами з іншими прем'єрами. Компанія ледве встигала задовольняти попит на ці кепки.
Хокейний турнір чотирьох націй 2025, організований НХЛ та за участі команд Канади, Фінляндії, Швеції та США, проходив у лютому 2025 року на тлі загострення відносин, спричинених погрозами Трампа. Під час гри між Канадою та США в Монреалі гімн США було освистано, а деякі коментатори порівняли турнір із серією 1972 року між Канадою та Радянським Союзом. Фінал турніру відбувся в Бостоні між командами США та Канади, де американські вболівальники, своєю чергою, освистали виконання O Canada у виконанні Шанталь Крев'язюк. На знак протесту проти погроз анексії Кревязюк змінила рядок гімну з «in all of us command» на «that only us command». Після перемоги Канади в овертаймі Трюдо написав у Twitter: «Ви не заберете нашу країну — і ви не заберете нашу гру».

## Опитування громадської думки

### Опитування в Канаді
Після заяв Дональда Трампа щодо підтримки анексії Канади проведено кілька опитувань громадської думки серед канадців. Переважна більшість респондентів виступила проти приєднання Канади до Сполучених Штатів як 51-го штату. Найвищий рівень підтримки такого приєднання спостерігається в Альберті.
| Чи повинна Канада приєднатися до Сполучених Штатів Америки як 51 штат | Чи повинна Канада приєднатися до Сполучених Штатів Америки як 51 штат | Чи повинна Канада приєднатися до Сполучених Штатів Америки як 51 штат | Чи повинна Канада приєднатися до Сполучених Штатів Америки як 51 штат | Чи повинна Канада приєднатися до Сполучених Штатів Америки як 51 штат |
| Дата                                                                  | Опитувач/компанія                                                     | Так                                                                   | Ні                                                                    | Не впевнені                                                           |
| --------------------------------------------------------------------- | --------------------------------------------------------------------- | --------------------------------------------------------------------- | --------------------------------------------------------------------- | --------------------------------------------------------------------- |
| 17 січня 2025                                                         | Abacus Data                                                           | 22 %                                                                  | 71 %                                                                  | 8 %                                                                   |
| 16 січня 2025                                                         | Ipsos                                                                 | 20 %                                                                  | 80 %                                                                  | —                                                                     |
| 14 січня 2025                                                         | Ангус Рід                                                             | 10 %                                                                  | 90 %                                                                  | —                                                                     |
| 10 груд. 2024                                                         | Léger                                                                 | 13 %                                                                  | 82 %                                                                  | 5 %                                                                   |

Президентка інституту Angus Reid Шачі Курл зазначила, що основна причина, через яку деякі канадці підтримують ідею приєднання до США — це відчуття, що чинний уряд не забезпечує їхні потреби; інші бачать у цьому особисті вигоди. Серед інших причин бажання залишити Канаду — неприязнь до британської монархії.

### Опитування в США
Певні опитування проводилися і серед американців щодо ставлення до можливої анексії Канади як 51-го штату. За даними опитування Angus Reid, 49 % американців виступають проти цієї ідеї, 25 % — підтримують, а 26 % — не визначились. Лише половина опитаних американців вважає, що Канада має отримати повноцінний статус штату у разі приєднання; 77 % погодилися, що рішення має ухвалювати сама Канада, 5 % вважають, що до анексії слід вдаватися шляхом економічного тиску. Трамп заперечив можливість використання військової сили.

## Сучасні анексіоністські рухи

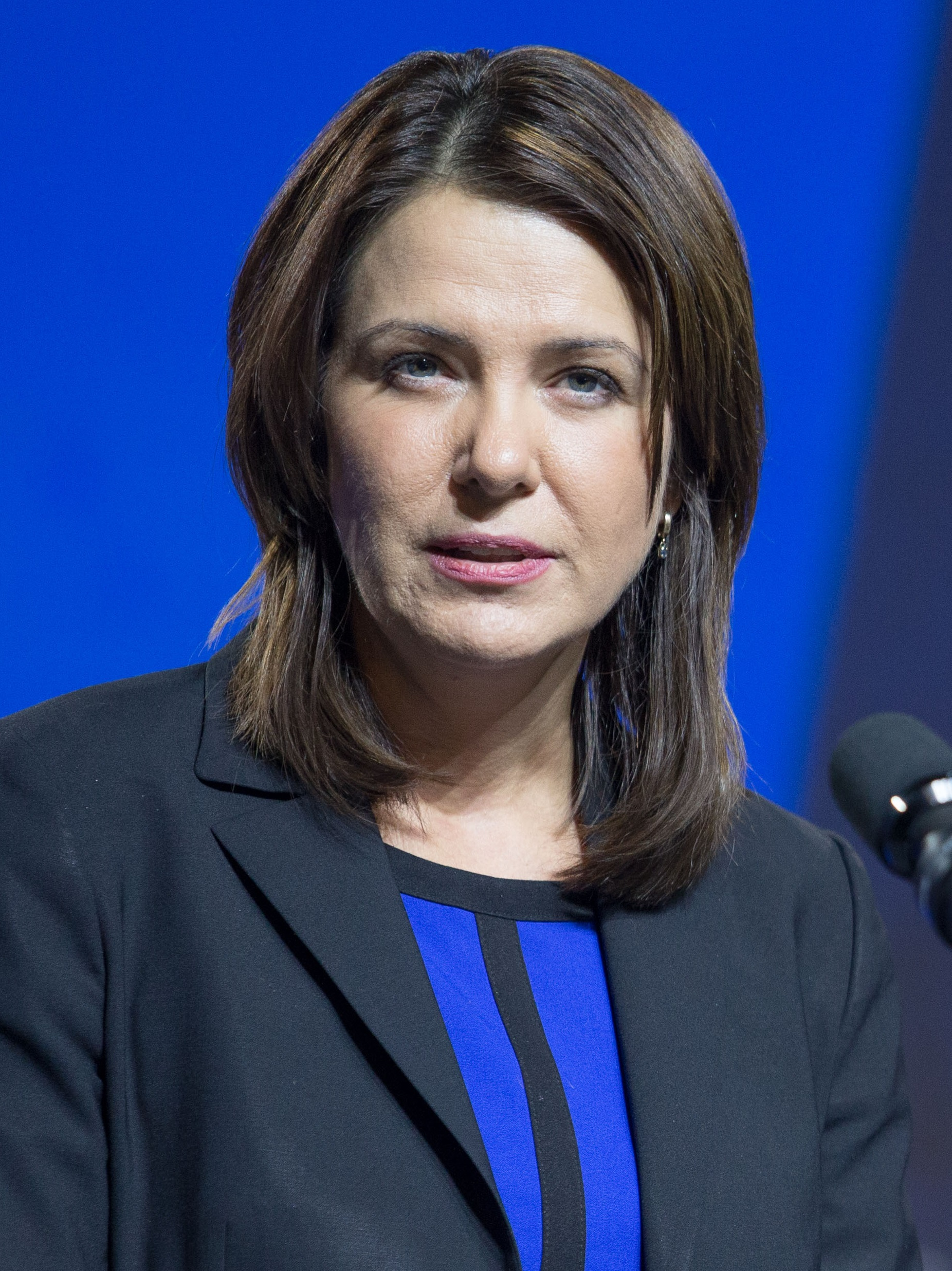
Прем'єр-міністрка Альберти Даніель Сміт

Дві сучасні провінційні політичні партії виступали з ідеєю відокремлення своєї провінції від Канади з подальшим приєднанням до США. Проте жодна з них не здобула суттєвої підтримки. Опитування 2022 року показало, що менш ніж один з чотирьох жителів Альберти підтримує відокремлення від Канади.

### Анексіонізм в Альберті
Сепаратистські рухи в Альберті розглядали кілька варіантів, одним із яких було приєднання до США як території або штату. Однак навіть серед прихильників незалежности Альберти небагато хто справді підтримує анексію.
Найактивнішою групою, що виступає за приєднання Альберти до США, є «Alberta 51 Project», заснований у 2023 році. Серед задекларованих цілей цієї організації — скасування митних бар'єрів, посилення військової присутности, захист Конституцією США, кращий захист природних ресурсів і стабільність економіки завдяки використанню долара США. Під час заходу в Калгарі, де американський політичний коментатор Такер Карлсон зустрічався з прем'єркою Альберти Даніель Сміт, відбулася невелика демонстрація членів «Alberta 51 Project». Вони тримали плакати і прапор передвиборчої кампанії Трампа 2024 року на підтримку анексіонізму Альберти.

#### Альберта під час пропозицій Трампа щодо анексії
Спершу прем'єрка Альберти Даніель Сміт вважала, що коментарі Трампа про анексію Канади були жартом. Однак на тлі загострення торгівельної напруги між Канадою та США після пропозиції анексії, Сміт відмовилась підтримати у відповідь заходи проти американських тарифів, запроваджених Трампом. Натомість вона виступила за збільшення закупівель американцями нафти з Альберти та відкинула такі заходи, як обмеження, призупинення чи оподаткування експорту енергоносіїв. Ця позиція поставила Сміт у конфлікт із федеральним урядом та іншими прем’єрами по всій Канаді.

12 січня Сміт організувала неформальну зустріч із Трампом у його резиденції Мар-а-Лаго у Флориді як гостя канадського бізнесмена та телеведучого Кевіна О’Лірі, обговорюючи питання енергетичних відносин між США та Канадою. Після зустрічі зі Трампом Сміт застерегла, що блокування експорту енергоносіїв до США у відповідь на тарифні погрози Трампа може призвести до «кризи національної єдности» в Канаді, оскільки ресурси нафти й газу переважно належать провінціям, і що такий крок федерального уряду Альберта не терпітиме. Вона також заявила, що якщо федеральна влада запровадить заборону на експорт, вона не може «передбачити, як відреагують жителі Альберти». Сміт також повідомила іншим прем'єрам, що вона має намір захищати добробут альбертців від «руйнівної федеральної політики». Хоча О'Лірі висловив підтримку «економічному союзу», сама Сміт утрималась від чіткої позиції щодо питання анексії.
У березні, коли позиція американської адміністрації не змінилася, Сміт розкритикувала тарифи президента як «зраду» та попередила про економічні виклики попереду. Водночас вона все ще виступала проти введення податку на експорт нафти з Альберти як контрзаходу, стверджуючи, що це зашкодить надійності Канади як постачальника. Лідер НДП Альберти Наїд Ненші розкритикував її позицію, заявивши, що вона послаблює позиції Канади на переговорах.
Після заяв Трампа про зацікавленість в анексії Канади, саме Альберта виявилась провінцією з найменшим спротивом такій пропозиції. Згідно з опитуванням Angus Reid Institute у січні 2025 року, приблизно 18 % респондентів в Альберті підтримували анексійну ініціативу Трампа — це найвищий показник серед усіх провінцій Канади, хоча переважна більшість альбертців усе ж виступає проти такого кроку.

#### Аналіз ситуації в Альберті
У своїй книзі «The Accidental Superpower» (2014) американський геополітичний аналітик Пітер Зайхан припустив, що й Альберта, і США могли б отримати вигоду, якби Альберта стала 51-м штатом США. Він аргументував, що економічні внески Альберти суттєво підтримують федеральний бюджет Канади, зазначивши, що вона стабільно віддає більше, ніж отримує. За його прогнозами, до 2020 року чистий фінансовий внесок Альберти перевищить 20 000 доларів на особу або 40 000 доларів на платника податків, що є однією з найбільших таких передач багатства на душу населення у західному світі. Зайхан також звернув увагу на економічну нерівність між Альбертою та іншими регіонами Канади, стверджуючи, що Альберта могла б ефективніше зберігати своє процвітання поза межами Канади. Хоча його твердження про те, що Альберта стала б найбагатшим штатом США, залишаються спекулятивними, вони відображають дебати про економічне майбутнє провінції та її політичну орієнтацію. Економісти зазначають, що економіка Альберти, яку часто порівнюють із Техасом, значною мірою залежить від експорту нафти, газу та сільськогосподарської продукції. Будь-яка зміна суверенітету потребуватиме складних переговорів, таких як впровадження нових податкових структур, перегляд торгівельних угод і визначення, як управляти національними парками та громадськими землями Альберти. Існують також побоювання, що вихід Альберти з Канади може порушити наявні торгівельні відносини, зокрема в рамках таких угод, як Північноамериканська зона вільної торгівлі.
Джордан Пітерсон, народжений в Альберті медіакоментатор, який нині проживає в США, описує ситуацію в Альберті як дедалі більш нестабільну — затиснуту між федеральною політикою, що, за його словами, душить енергетичну галузь, та адміністрацією США, яка сприймає Канаду як економічно залежну. Він припускає, що Альберта могла б розглянути ідею приєднання до США, якщо Канада не зможе запропонувати переконливі аргументи на користь збереження федерації. Серед потенційних переваг він називає нижчі податки, кращий доступ до ринків та посилену підтримку інфраструктури. Проте Пітерсон не закликає прямо до відокремлення, натомість виступає за оновлене національне бачення, орієнтоване на економічне зростання, зміцнення національної ідентичности та самозабезпечення. Він попереджає, що без серйозного політичного зрушення Канада ризикує впасти в економічний застій, тоді як США продовжуватимуть нарощувати свій вплив і процвітання. Оглядач Edmonton Journal Девід Стейплс стверджує, що політика прем'єр-міністра Джастіна Трюдо відштовхнула Альберту, особливо через заходи, які послаблюють її нафтову та газову промисловість. Він згадав попередні висловлювання Трюдо про «шкідливий вплив Альберти», які, за словами автора, підкріплюють образ федералізму, що нехтує Заходом. Стейплс вважає, що Альберта без політики Трюдо могла б досягти економічного злету, подвоїти видобуток нафти, знизити вартість життя та повернути собі регуляторну автономію.
Політичний оглядач Calgary Herald Роб Брейкенрідж стверджує, що пропозиція Трампа про державність Канади особливо зашкодить Альберті. Він вважає, що провінція втратить свою автономію, ресурси та унікальну ідентичність. Такі активи, як Alberta Heritage Savings Trust Fund та Alberta Royalty Review, перейдуть під централізований контроль, зменшуючи рівень самоврядування. Брейкенрідж відкинув ідею приєднання як непрактичну і закликав канадців зосередитися на подоланні внутрішніх політичних розбіжностей і оновленні керівництва, щоб протистояти викликам від адміністрації Трампа, зберігаючи при цьому суверенітет і єдність Канади.

## Риторика щодо анексії

### Прихильники анексії
Під час розмови з гостем у січні 2023 року на програмі Tucker Carlson Today американський коментатор Такер Карлсон провокативно запитав: «Ми витрачаємо всі ці гроші, щоб звільнити Україну від росіян, то чому б нам не відправити збройні сили на північ, щоб звільнити Канаду від Трюдо?». Після чого Карлсон засміявся, назвавши свій коментар «істерикою».

### Противники анексії
На федеральних виборах 1911 року консерватори відповіли на запропоновану лібералами угоду про взаємність, оголосивши її еквівалентом економічного захоплення Америкою, що, за їхніми словами, неминуче призведе до анексії. На пізніших федеральних виборах 1988 року партії помінялися ролями: цього разу саме ліберали використали подібну риторику, щоб засудити угоду про вільну торгівлю між Канадою і США, запропоновану Прогресивними консерваторами. Втім, Прогресивні консерватори виграли ті вибори, й угода була реалізована.
Побоювання щодо анексії трапляються й у популярній книзі «Canadian History for Dummies», в якій гуморист Вілл Фергюсон зазначає, що, згідно з поглядами Джона Л. О’Саллівана, США було «призначено долею» анексувати всю Північну Америку. Насправді ж термін «призначення долею» в О'Саллівана ніколи не стосувався Канади — він писав виключно про можливу анексію Техасу та Орегону й чітко зазначав, що США не мають «долі» захоплювати Канаду.

### Зворотна анексія
Політичні сатирики, зокрема Партія носорогів Канади, іноді висували ідеї зворотної анексії, згідно з якою всі або частина Сполучених Штатів мали б увійти до розширеної канадської федерації. Після виборів у США 2004 року в Інтернеті ширилась сатирична карта Земля Ісуса, яка зображала подібну ідею — «сині штати» утворювали нову політичну одиницю під назвою «Сполучені Штати Канади». У 2019 році навіть з'явилась петиція із закликом продати штат Монтана Канаді, щоб погасити державний борг США.
8 грудня 2024 року, реагуючи на пропозицію Трампа щодо анексії, лідерка Зелених Елізабет Мей з гумором запропонувала приєднати до Канади Каліфорнію, Орегон і Вашингтон, згадавши ідеї Руху за Каскадію. Вона пообіцяла загальнодоступну систему охорони здоров'я та суворіші закони про зброю, додавши, що республіканська адміністрація, можливо, була б щаслива «позбутися цих штатів, які завжди голосують за демократів».

## Аналіз
У грудні 2024 року Ньюсвік опублікував статтю з аналізом економічних, соціальних та географічних наслідків можливого приєднання Канади до США. В ній зазначалося, що за кількістю населення Канада лише трохи перевищує Каліфорнію, найбільш населений штат США, однак має приблизно у 25 разів більшу площу. Проте канадська економіка поступається кільком американським штатам — таким як Каліфорнія, Нью-Йорк і Техас. Загалом економіка США в десять разів більша за канадську на момент публікації. Автори прогнозували, що злиття могло б стимулювати торгівлю, але також викликати зростання конкуренції між компаніями.
У січні 2025 року канадський письменник Дон Тапскотт проаналізував ситуацію й запропонував умови для можливого об'єднання: збереження канадської системи охорони здоров'я, визнання провінцій як нових штатів, а також запровадження реформ у фінансуванні виборчих кампаній, освіти та контролю за обігом зброї. Тапскотт також зазначив, що Онтаріо стало б п'ятим за розміром штатом США з 16 мільйонами жителів, а Канада витрачає 11 % ВВП на охорону здоров'я порівняно з 19 % у США, при цьому маючи вищу тривалість життя. Критики попереджають, що у разі анексії майже половина населення нинішніх провінцій могла б переселитися в інші американські штати, а кількість колишніх канадців істотно зменшилася б.